# Droga międzynarodowa M19 (Ukraina)
Droga międzynarodowa M19 (ukr. Автошлях М 19) − trasa międzynarodowego znaczenia na terenie Ukrainy, część trasy europejskiej E85. M19 biegnie z północy od Obwodu wołyńskiego do granicy z Rumunią w  Rejonie hercańskim. Łączna długość 511,9 km.

## Miejscowości przy drodze M19
- Kowel
- Łuck
- Dubno
- Krzemieniec
- Tarnopol
- Trembowla
- Czortków
- Zaleszczyki
- Czerniowce